# Đất thấp có đê bọc

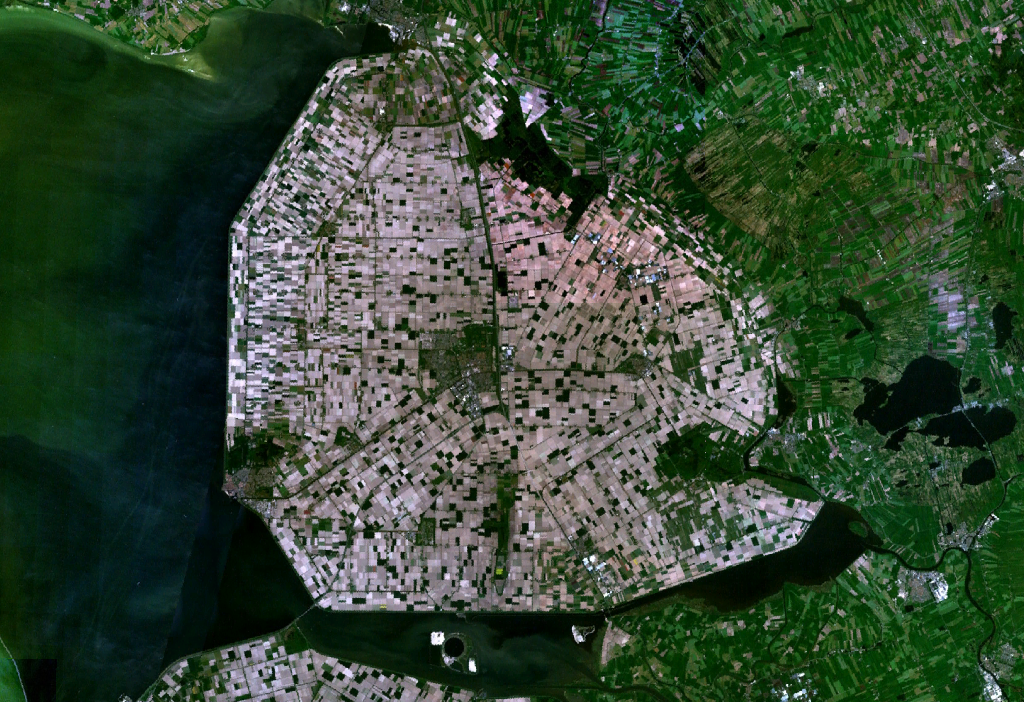
Ảnh chụp từ vệ tinh của vùng đất lấn biển Noordoostpolder, Hà Lan

Một vùng đất thấp có đê bọc (tiếng Hà Lan: polder) là một vùng đất thấp, thường thấp hơn mực nước biển, hay các sông ngòi chung quanh được đê bảo vệ và có hệ thống thủy lợi để rút nước. Việc rút nước được thực hiện bằng bơm hoặc bằng việc mở các cửa xả ở đê, ở biển khi thủy triều thấp, hay ở sông ngòi khi mùa nước xuống thấp.
Đất thấp có đê bọc thường gặp ở Hà Lan, gọi là các vùng đất lấn biển.

## Đất lấn biển và Hà Lan
Bởi vì một phần lớn đất ở Hà Lan là đầm lầy, nên các kỹ sư của họ đã phát triển ra kỹ thuật để hút nước khỏi những vùng đất này, lấy đất để làm nông nghiệp hay các phát triển khác. Để ngăn ngừa nước không bị ngập trở lại khi thủy triều lên, người ta đã xây các đê điều. Ngoài ra, người ta còn đào các con rạch ngang dọc đất để thoát nước còn động lại trên mặt đất. Tổng cộng ở toàn nước Hà Lan có khoảng 3.000 vùng đất lấn biển.
Người Anh do đó có câu: "Thượng đế tạo thế giới nhưng người Hà Lan đã tạo ra nước Hà Lan."

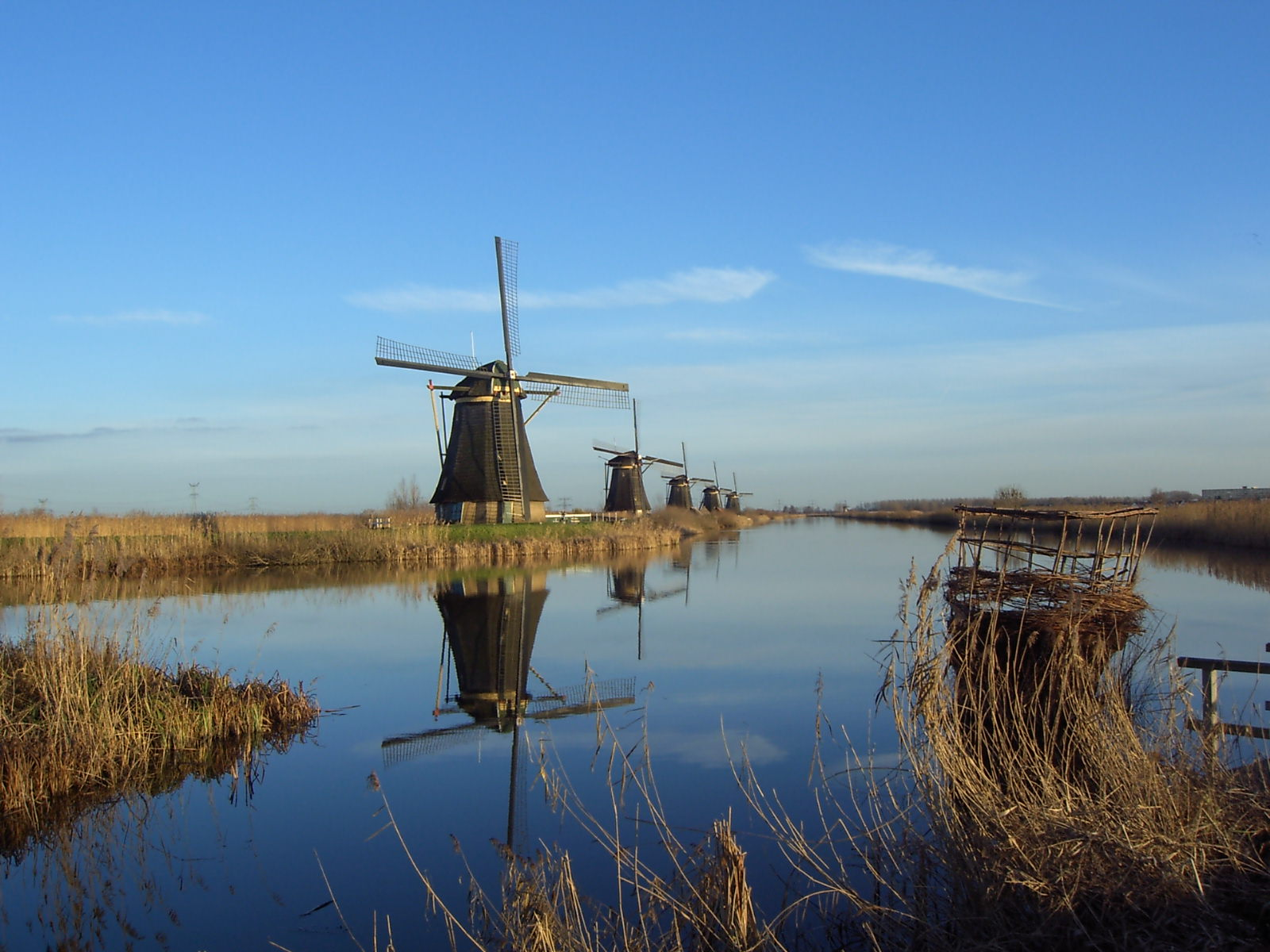
Cối xay gió để bơm nước trên đê của Overwaard-Polder gần Kinderdijk

## Nghĩa nguyên thủy
Ban đầu nhất là ở vùng gần cửa sông Ems hay là phần dưới sông Oder ở Đức, hay vùng Normandie ở Pháp, Đất thấp có đê bọc để bảo vệ trước nước lớn. Ở những vùng đất này, mặt nước của sông hay biển thường hay luôn cao hơn mặt đất. Bởi vậy nước phải được bơm từ những hố được nước dẫn tới ra khỏi đê, ngày nay bằng lực động cơ, trước thời kỹ nghệ bằng lực của gió. Nhóm cối xay gió trên các con đê ở vùng châu thổ sông Rhein, một biểu hiệu của Hà Lan là những máy bơm bằng gió.